# Велике князівство Пермське

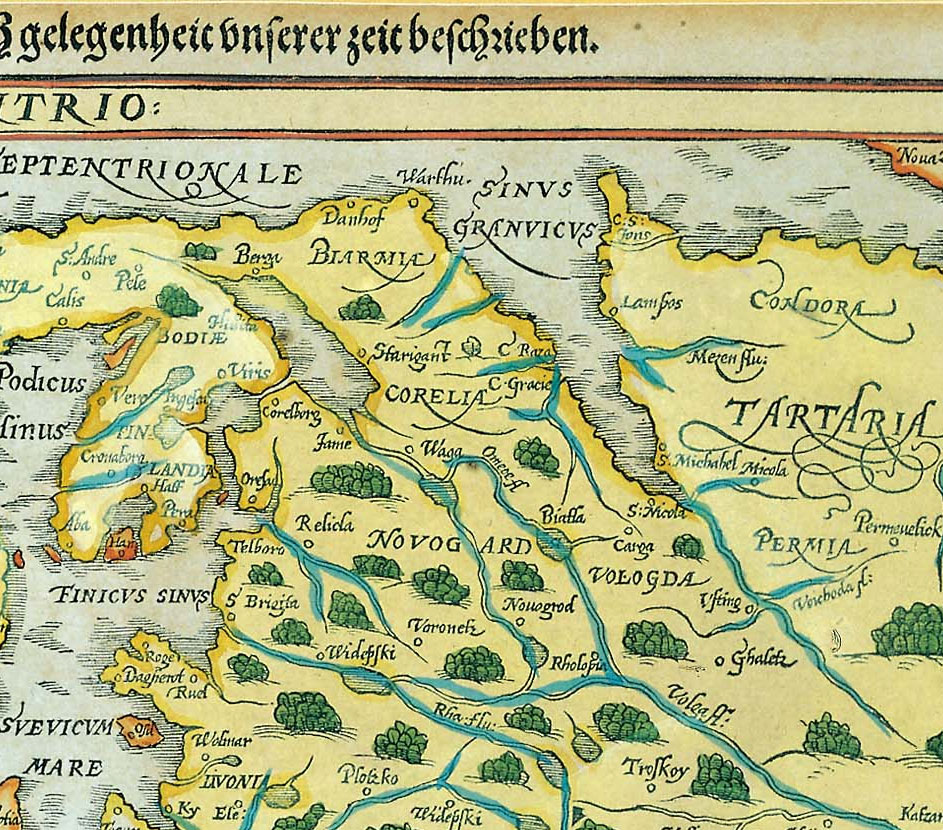
Карта зображає Північну Росію, у тому числі Пермське князівство (Amsterdam, 1595).

Велике князівство Пермське — комі-перм'яцьке середньовічне князівство на Верхній Камі, у межиріччі Ками, Вишери, Колви та Язьви. Міжплемінний центр — Чердинь, резиденція верховного князя — Покча, духовний центр — Іскор. Панівною релігією було язичництво.
Держава у Східній Європі доби пізнього середньовіччя і раннього нового часу. Існувала в 1323—1505 роках. Розташовувалася на території історичної Пермі Великої — сучасних Пермського краю та частини Республіки Комі. Князівство вело війни з Московією на заході. 1505 року завойоване і приєднане до Московського царства Іваном ІІІ Васильовичем.

## Територія
Князівство розташовувалося на території Верхнього Прикам'я. Площа безпосередньо самого князівства не перевищувала 9 тис. км ². Контролювало простір всієї історичної області Перм Велика — це більш 84,6 тис. км ². До півночі воно простягалося до волока з верхів'їв р. Колви на притоці Вичегди, де межувало з Перм'ю Вичегодськой. До заходу територія князівства досягла верхів'їв Ками і В'ятки, де починалася В'ятська земля. На півдні князівство контролювало території до р. Чусової, землі за якої належали башкирам, підвладним Казанському ханству. Східний кордон, по Уральському хребту, — c мансі — була найбільш неспокійною і часто порушувалася з обох сторін. Центр князівства розташовувався в районі злиття річок Колва, Вишера та Кама.

## Релігія
Традиційне комі-перм'яцьке язичництво. У 1455 єпископом Питиримом була зроблена не зовсім вдала спроба хрестити місцеве населення. Єпископ Іона Пермський охрестив комі-перм'яків у 1462.

## Населення
Про чисельність населення можна говорити тільки за даними першої російської перепису цих земель 1530 р., тобто через 25 років після ліквідації самостійності пермського князівства. Згідно з цими даними (2145 луків — дорослих чоловіків) можна припустити загальну чисельність населення в період незалежності не менше 6 тис. чол.

## Населені пункти
- Міста: Чердинь (з IX ст), Редікор (з IV—IX ст., могильник), Пимпол (з IX ст.), Іскор (головне святилище усієї Пермі Великої; з IV ст), Уроз (XV ст).

- Села: Покча, Вільгорт, Бондюґ.

## Історія
Комі-Перм'яцькі племена Верхнього Прикам'я з найдавніших часів підтримували торговельні зносини з Поволжям і країнами прикаспійського регіону, куди по Камі і Волзі йшов прямий річковий шлях. Із заходу через Перм Вичегодську по притоках Північної Двіни звідси проходив річковий шлях до Великого Устюга й Вологді. На схід по Вишері, Лозьві й Тавді лежав шлях до Сибіру, який до кінця XVI століття був головною Московською дорогою за Урал.
Населення з XI століття платило данину Великому Новгороду, вже в 1092 призначав сюди тіунів, доводжувачів та приставників. Як державне утворення князівство з'являється лише з ослабленням Новгородської республіки після того, як суміжна Перм Вичегодська підпала під владу Москви. Основним першоджерелом є Вичегодсько-Вимська літопис.
Державний устрій князівства, мабуть, нагадувало швидше новгородське, ніж московське. Влада князів була обмежена, місцеві племена мали власних вождів, яких літописі по новгородському звичаєм називають сотниками. Великий Новгород, як і Москва, мав тут своїх представників і проновгородську партію, а політичний вплив Пермських єпископів було спочатку скромним.
Прибулий сюди для хрещення місцевого населення єпископ Пітірім був убитий (1455) несподівано нападниками мансі. Хрещення було завершено лише в 1462 єпископом Іоною. Все це істотно обмежувало як вплив Москви, так і влада князя Михайла. Головним містом і, мабуть, міжплемінним центром князівства була Чердинь, але княжа резиденція розташовувалася в 7 км на північ від міста в селищі Покча.
У 1467 чердинци без дозволу великого князя Московського уклали союз з сусідами-в'ятичами, проти пелимськіх вогулів. Сполучені війська перм'яків і в'ятичів взяли в полон пелимського князя Асику, але тому вдалося втекти. У тих же 60-х роках XV століття чердинци безперешкодно пропускали московські війська, що йдуть на Казанське ханство, але у 1471 відмовилися брати участь у поході московських полків, очолюваних братом великого князя Юрієм. Як вказує літописець: «Стояв Юрій під Казанню 5 днів, до міста не приступав, сожідаючі білозерців і чердинців, а чердинци, убоясь не йшли, за казанців задається». Маючи міцні торговельні відносини з Казанським ханством, чердинци не тільки не бажали війни, що заважала їх торгівлі, а й мали в своєму середовищі також проказанську партію. Москва відповіла похідом проти самого князівства.
Навесні 1472 московські полки, до складу яких входило і Вичегодсько-Вимське ополчення, під командуванням стародубського князя Федора Давидовича Строкатого розбили пермське військо, що вийшло їм назустріч, й узяли в полон князя Михайла. Літопис згадує також про полонення та висилку до Москви сотників (племінних вождів, оксів) Мічкіна, Бурморта, Ісура, Коча та Зирна. Михайло, також доставлений до Москви, зумів виправдатися перед Іваном III, отримати прощення й повернутися назад з колишнім князівським титулом і, ймовірно, навіть більшою владою, ніж до війни. З 1472 Велике князівство Пермське вважається васалом Великого князівства Московського, хоча ще країна була незалежною.
У 1481 Асика, князь пелимськіх вогулів, в союзі з Тюменськими татарами знову напав на Перм Велику. При захисті Покчи князь Михайло і декілька його синів загинули. На виручку прийшло військо з Устюга, яке зняло облогу з краще укріпленої Чердині, пізніше стала резиденцією московських намісників. Проте, навала було надзвичайно руйнівним, оскільки Москва навіть відмовилася від запланованої перепису населення, яка повинна була проходити як у Пермі Вичегодської, так і в Пермі Великої в тому ж році. Для приборкання вогулів в 1483 з Москви послали війська під проводом воєвод Федора Курбського та Івана Салтик-Трава. У цьому поході брало участь і ополчення обох пермських земель. Війська пройшли через Чердинь у Сибір, розсіяли пелимськіх вогулів, спустилися по річках Тавді та Іртишу на Об і повернулися з багатою здобиччю і безліччю полонених, включаючи впливового Югорського князя Молдана. Політичними наслідками цього походу були тривалі переговори між Москвою і сибірськими князями, які домагалися повернення князя Молдана і для цього пішли на укладення миру, скріпленого в 1485 князями Вимськими з російського боку, та Молданом зі своїми союзниками — з сибірської.
Вичегодсько-Вимське ополчення потім брало участь у походах на В'ятку (1489), на Печьору (1499) і знову на Пелим (1500), але невідомо, чи брала участь у цих походах військо наступного правителя Прикам'я Матвія I, сина загиблого князя Михайла. Зате відомий несподіваний фінал його князювання: навесні 1505 чимсь розгніваний Іван III «звів з Великі Пермі вотчіча своево князя Матвія і рідню і братію ево». Причиною монаршого гніву могли бути як відмова від участі у військових походах, так й Закамське срібло, старовинна данина, яку московські князі вимагали ще з часів Івана I Калити, але безуспішно дошукувались посланці Івана III. На цьому історія Великого Пермського князівства як спадкового володіння, залежного від Москви, закінчилася. Далі ця земля управлялася московськими намісниками.
Занепад князівства до кінця XV століття може бути пов'язано як з безперервними набігами вогулів і сибірських татар, так і з посиленням російської колонізації. Після приєднання в 1478 Великого Новгорода до Московської держави новгородці зазнали масового винищення та виселення. Значна частина їх бігла в колишні східні колонії, у тому числі в Перм Велику. В даний час в Чердині й околицях комі-перм'яцьке населення практично відсутня. Залишки корінного перм'яцького населення частиною мігрували на схід, де оформилася етнічна група комі-язьвінців. Інша частина перм'яцького населення залишилася в західній частині нинішнього Пермського краю, на території Комі-Перм'яцького округу.

## Велике князівство Пермське в художній літературі
У творах відомого письменника й дослідника пермських старожитностей О. В. Іванова описана перемога пермських військ над що перевершувала їх у кілька разів армією монголів у битві при Чулмандорі в 1260-х, що припускає наявність у комі-перм'яків сильної військової організації й у більш раннє, чим XIV в. час.

## Правителі
- Єрмола I (до 1451 року)
- Михайло (1451—1481)
- Матвій I Михайлович (1481—1505)

## Адміністративний поділ
- Вилісь му (Верхня земля)
- Улісь му (Нижня земля)